# Dejvid Gilmor
Dejvid Džon Gilmor (engl. David Jon Gilmour, rođen 6. marta 1946. u Kembridžu) je engleski gitarista, pevač i tekstopisac, poznat širom sveta kao član grupe Pink Flojd. Pored svog rada sa grupom Pink Flojd, takođe je radio kao producent i studijski muzičar sa mnogim poznatim umetnicima. Poznat je i kao učesnik mnogih humanitarnih organizacija tokom svoje karijere. Za zasluge u humanitarnom radu, 2003. godine je proglašen vitezom Reda Britanske imperije, a za zasluge na polju muzike, 2009. godine dobio je titulu počasnog doktora muzike Anglija Raskin Univerziteta.

## Detinjstvo i mladost
Gilmor je rođen u Kembridžu. Njegov otac Daglas Gilmor predavao je zoologiju na Univerzitetu u Kembridžu, a majka Silvija bila je učiteljica.
Gilmor je pohađao školu Persi u Kembridžu, gde je upoznao Sida Bareta, kao i Rodžera Votersa, koji je pohađao drugu školu u blizini. Gilmor je u srednjoj školi izučavao savremene jezike, a u slobodno vreme je sa Baretom učio da svira gitaru.
Prvi Gilmorov bend, Joker's Wild, svirao je ritam i bluz obrade u prvoj polovini 1960-tih. U leto 1966. godine, Gilmor je sa nekoliko prijatelja počeo da putuje po letovalištima u Španiji i Francuskoj, da bi zarađivali svirajući na ulici. U tome nisu imali uspeha, a cela priča se završila kada je Gilmor hospitalizovan zbog neuhranjenosti. Nakon toga, svi su se vratili u Englesku, 1967. godine.

## Muzička Karijera

### Pink Flojd
Gilmor se, po pozivu bubnjara Nika Mejsona, pridružio Pink Flojdu u januaru 1968. godine. Grupa je tada počela da nastupa u kratkotrajnoj petočlanoj postavi (Baret, Voters, Mejson, Rik Rajt i Gilmor), a Gilmor je popunjavao Baretove gitarske i vokalne deonice kada je ovaj bio nefunkcionalan tokom živih nastupa, zbog preteranog korišćenja LSD-a. Nakon što je Baret konačno izbačen iz grupe, Gilmor je automatski preuzeo ulogu solo gitariste i glavnog vokala.
Međutim, nakon velikog uspeha albuma The Dark Side of the Moon (iz 1973. godine) i Wish You Were Here (iz 1975. godine), Rodžer Voters je počeo da preuzima veću kontrolu nad kreativnim procesom, i na sledeća dva albuma (Animals iz 1977. godine i The Wall iz 1979. godine) bio je samostalni autor gotovo svih pesama. U tom periodu, Gilmor je počeo da smatra da su njegovi autorski talenti nedovoljno iskorišćeni u grupi, te je 1978. godine snimio i objavio svoj prvi solo album, David Gilmour. Gilmor je ovim albumom pokazao veliko gitarsko umeće, ali i svoje kompozitorske sposobnosti.
Negativna atmosfera u grupi tokom snimanja albuma The Wall (tokom kojeg je Rik Rajt napustio bend, po ultimatumu Rodžera Votersa) i sledeće ploče The Final Cut (objavljena 1983. godine), stvorila je konflikte između Votersa i Gilmora, zbog čega je Gilmor, da bi se distancirao od tadašnjeg rada sa Pink Flojdom, snimio svoj drugi solo album About Face (objavljen 1984. godine). Ovim album, na kome su preovladavale pop pesme u tada savremenim aranžmanima, Gilmor se predstavio u potpuno drugačijem svetlu od onog na koje su publika i kritika navikli.
Nakon što je Rodžer Voters 1985. godine objavio da napušta Pink Flojd, pretpostavljajući da će se bez njega bend raspasti, Gilmor i Mejson su odlučili da nastave dalje bez njega. Gilmor je preuzeo kreativnu kontrolu u svoje ruke i sam napisao većinu pesama na albumu A Momentary Lapse Of Reason (objavljen 1987. godine), koji je obeležio povratak Rika Rajta u bend, ali i povratak Pink Flojd na staze uspeha. U ovoj postavi snimili su još jedan album (The Division Bell, iz 1994. godine), da bi, nakon velike svetske turneje, prestali sa radom na neodređeno.
Pink Flojd su se okupili još samo jednom, na londonskom koncertu manifestacije "Live 8", 2. jula 2005. godine. Izveli su četiri pesme, a za ovu priliku ponovo im se pridružio Rodžer Voters. Iako su se mnogobrojni ljubitelji ponadali da će ovo okupljanje prerasti u ponovnu aktivnost grupe u punom sastavu, članovi Pink Flojd nisu imali konkretne planove za zajedničke nastupe u budućnosti, a nakon smrti Rika Rajta, 2008. godine, Gilmor je izjavio da više ne vidi svrhu okupljanja Pink Flojd bez njega.

### Solo projekti
Gilmor je objavio četiri samostalna albuma, koji su svi ušli na listu najprodavanijih 40 albuma u SAD. Album On an Island iz 2006. godine dostigao je mesto br. 6, album Live in Gdansk iz 2008. godine dostigao je mesto br. 26, album David Gilmour je 1978. godine dostigao mesto br. 29, a album About Face je 1984. godine dostigao mesto br.32 na ovoj listi.

### Gostovanja
Gilmor je poznat kao producent i gostujući studijski i koncertni muzičar, i tokom karijere nastupao je sa velikim brojem poznatih kolega.
Gilmor je producirao i svirao na solo albumima Sad Bareta, Kejt Buš, Pola Makartnija, Sila, grupe Berlin, Grejs Džons i drugih, a nastupao sa veličinama kao što su Tom Džons, Elton Džon, Erik Klepton, B. B. King, Bob Dilan, Brajan Feri i drugi. Bio je i član nekoliko supergrupa okupljenih u humanitarne svrhe tokom osamdesetih.
U 2010. godini, Gilmor je nastupio kao gost na jednom od koncerata The Wall turneje Rodžera Votersa, čime je potvrđeno da su njih dvojica izgladila svoje međusobne odnose nakon mnogo godina sukoba.

### Muzički stil
Gilmor je najpoznatiji po svom upečatljivom sviranju gitare. Njegov stil karakterišu veliki uticaji bluza, izražajnost i osećajnost, a u tehničkom smislu mnogo bendinga i dugih nota. U 2011. godini, Gilmor se našao na 14. mestu najboljih gitarista svih vremena časopisa Rolling Stone.
U januaru 2007. godine, čitaoci časopisa Guitar World uvrstili su tri Gilmorova gitarska sola na listu 100 najboljih solo deonica svih vremena. Solo u pesmi "Comfortably Numb" našao se na četvrtom mestu, solo u pesmi "Time" na 21. a solo u pesmi "Money" na 62. mestu ove liste.

## Diskografija
Tokom karijere, Dejvid Gilmor je nastupio na više desetina albuma i singlova raznih izvođača. Ovde su navedeni samo albumi koje je objavio kao član grupe Pink Flojd i pod svojim imenom.

### Sa Pink Flojd
- A Saucerful of Secrets (1968)
- More (1969)
- Ummagumma (1969)
- Atom Heart Mother (1970)
- Meddle (1971)
- Obscured by Clouds (1972)
- The Dark Side of the Mooon (1973)
- Wish You Were Here (1975)
- Animals (1977)
- The Wall (1979)
- The Final Cut (1983)
- A Momentary Lapse of Reason (1987)
- Delicate Sound of Thunder (1988)
- The Division Bell (1994)
- P•U•L•S•E (1995)
- The Endless River (2014)

### Solo albumi
- David Gilmour (1978)
- About Face (1984)
- On an Island (2006)
- Live in Gdansk (2008)
- Rattle That Lock (2015)
- Luck and Strange (2024)

## Privatan život
Gilmor je bio oženjen američkom vajarkom Džindžer Gilmor (rođena Hasenbajn), od jula 1975. godine. S njom ima četvoro dece: kćerke Alis (rođena 1976. godine), Kler (rođena 1979. godine) i Saru (rođena 1983. godine), i sina Metjua (rođen 1986. godine). Sara Gilmor je manekenka, i bliska prijateljica Indije Voters, kćerke Rodžera Votersa.
Gilmor se po drugi put oženio 1994. godine, novinarkom Poli Samson, sa kojom ima troje dece: sinove Džoa (rođen 1995. godine) i Gabrijela (rođen 1997. godine) i kćerku Romani (rođena 2002. godine), a pravno je usvojio i njenog sina iz prvog braka, Čarlija (rođen 1988. godine).

## Humanitarni rad
Gilmor sarađuje sa nekoliko velikih humanitarnih organizacija. U maju 2003. godine, prodao je svoju kuću u Londonu i od dobijenog novca donirao 3,6 miliona funti fondu Crisis za izgradnju domova za beskućnike. Gilmor takođe podržava i Grinpis, Asocijaciju EU za Mentalno zdravlje, Amnesti Internešnel i mnoge druge. Takođe je donirao 25.000 funti fondaciji za očuvanje nosoroga, kao kontrauslugu Daglasu Adamsu za to što je imenovao album The Division Bell.

## Zanimljivosti
Gilmor je profesionalni pilot i zaljubljenik u letenje. Osnovao je avio-kompaniju Intrepid Aviation, u okviru koje je sakupio veliku kolekciju upotrebljivih starih aviona, ali je kasnije odlučio da je proda, kada je postala isuviše komercijalna da bi mogao lično da je vodi.